# Salto con gli sci ai XXIV Giochi olimpici invernali - Trampolino normale femminile
La gara del Trampolino normale femminile del salto con gli sci del  dei XXIV Giochi olimpici invernali di Pechino si è disputata il 5 febbraio 2022 presso il National Ski Jumping Centre, situato nella prefettura di Zhangjiakou. La competizione è stata vinta dalla slovena Urša Bogataj, che ha preceduto la tedesca Katharina Althaus, che ha conquistato il secondo argento olimpico consecutivo in questa disciplina, e la connazionale Nika Križnar. 
Urša Bogataj è la prima atleta della Slovenia a vincere una medaglia d'oro nel salto con gli sci e questo è stato il primo evento olimpico che ha visto due atleti sloveni vincere una medaglia.

## Risultati
| Pos.    | Pettorina | Atleta                 | Nazione     | Round 1      | Round 1 | Round 1 | Finale       | Finale | Finale | Totale |
| Pos.    | Pettorina | Atleta                 | Nazione     | Distanza (m) | Punti   | Pos.    | Distanza (m) | Punti  | Pos.   | Punti  |
| ------- | --------- | ---------------------- | ----------- | ------------ | ------- | ------- | ------------ | ------ | ------ | ------ |
| Oro     | 39        | Urša Bogataj           | Slovenia    | 108.0        | 118.0   | 2       | 100.0        | 121.0  | 1      | 239.0  |
| Argento | 40        | Katharina Althaus      | Germania    | 105.5        | 121.1   | 1       | 94.0         | 115.7  | 3      | 236.8  |
| Bronzo  | 37        | Nika Križnar           | Slovenia    | 103.0        | 113.9   | 3       | 99.5         | 118.1  | 2      | 232.0  |
| 4       | 36        | Sara Takanashi         | Giappone    | 98.5         | 108.7   | 5       | 100.0        | 115.4  | 4      | 224.1  |
| 5       | 38        | Ema Klinec             | Slovenia    | 100.0        | 112.1   | 4       | 90.5         | 103.3  | 6      | 215.4  |
| 6       | 35        | Silje Opseth           | Norvegia    | 92.5         | 94.7    | 12      | 95.0         | 105.8  | 5      | 200.5  |
| 7       | 22        | Irina Avvakumova       | ROC         | 95.0         | 99.6    | 9       | 89.5         | 96.7   | 8      | 196.3  |
| 8       | 30        | Lisa Eder              | Austria     | 92.0         | 92.3    | 15      | 90.0         | 101.1  | 7      | 193.4  |
| 9       | 29        | Špela Rogelj           | Slovenia    | 93.0         | 101.7   | 8       | 82.0         | 82.5   | 18     | 184.2  |
| 10      | 7         | Irma Makhinia          | ROC         | 90.0         | 85.4    | 17      | 90.0         | 95.5   | 9      | 180.9  |
| 11      | 32        | Joséphine Pagnier      | Francia     | 96.0         | 102.1   | 7       | 78.5         | 77.4   | 22     | 179.5  |
| 12      | 34        | Daniela Iraschko-Stolz | Austria     | 91.5         | 94.1    | 14      | 80.5         | 83.9   | 16     | 178.0  |
| 13      | 26        | Yuki Ito               | Giappone    | 94.0         | 95.5    | 10      | 82.0         | 81.2   | 20     | 176.7  |
| 14      | 21        | Yūka Setō              | Giappone    | 94.5         | 94.6    | 13      | 83.5         | 81.9   | 19     | 176.5  |
| 15      | 31        | Anna Odine Strøm       | Norvegia    | 91.5         | 91.5    | 16      | 84.0         | 84.5   | 15     | 176.0  |
| 16      | 23        | Frida Westman          | Svezia      | 87.0         | 80.9    | 21      | 90.0         | 94.6   | 10     | 175.5  |
| 17      | 25        | Aleksandra Kustova     | ROC         | 88.0         | 81.4    | 20      | 85.0         | 90.0   | 13     | 171.4  |
| 18      | 27        | Kaori Iwabuchi         | Giappone    | 94.5         | 94.8    | 11      | 83.0         | 74.8   | 24     | 169.6  |
| 19      | 20        | Juliane Seyfarth       | Germania    | 86.0         | 78.7    | 23      | 88.0         | 89.9   | 14     | 168.6  |
| 20      | 33        | Eva Pinkelnig          | Slovenia    | 87.0         | 83.9    | 18      | 84.0         | 82.6   | 17     | 166.5  |
| 21      | 28        | Thea Minyan Bjørseth   | Austria     | 99.5         | 104.1   | 6       | 73.0         | 59.9   | 29     | 164.0  |
| 22      | 19        | Selina Freitag         | Germania    | 80.0         | 69.8    | 28      | 90.0         | 93.2   | 11     | 163.0  |
| 23      | 15        | Abigail Strate         | Canada      | 75.5         | 71.7    | 26      | 84.5         | 90.2   | 12     | 161.9  |
| 24      | 24        | Pauline Heßler         | Germania    | 89.5         | 80.9    | 21      | 83.0         | 80.7   | 21     | 161.6  |
| 25      | 17        | Daniela Haralambie     | Romania     | 88.5         | 83.0    | 19      | 79.5         | 73.2   | 25     | 156.2  |
| 26      | 13        | Sofia Tikhonova        | ROC         | 78.5         | 70.3    | 27      | 83.0         | 76.5   | 23     | 146.8  |
| 27      | 18        | Julia Kykkänen         | Finlandia   | 82.5         | 72.6    | 25      | 75.0         | 67.5   | 26     | 140.1  |
| 28      | 14        | Karolína Indráčková    | Rep. Ceca   | 82.0         | 77.4    | 24      | 65.0         | 53.3   | 30     | 130.7  |
| 29      | 4         | Jessica Malsiner       | Italia      | 76.5         | 62.0    | 30      | 75.5         | 62.4   | 27     | 124.4  |
| 30      | 2         | Anežka Indráčková      | Rep. Ceca   | 79.0         | 62.8    | 29      | 72.5         | 60.5   | 28     | 123.3  |
| 31      | 6         | Dong Bing              | Cina        | 73.0         | 57.3    | 31      | DNA          | DNA    | DNA    | DNA    |
| 32      | 11        | Jenny Rautionaho       | Finlandia   | 66.5         | 48.5    | 32      | DNA          | DNA    | DNA    | DNA    |
| 33      | 5         | Klára Ulrichová        | Rep. Ceca   | 70.5         | 48.2    | 33      | DNA          | DNA    | DNA    | DNA    |
| 34      | 12        | Julia Clair            | Francia     | 64.0         | 43.3    | 34      | DNA          | DNA    | DNA    | DNA    |
| 35      | 8         | Kinga Rajda            | Polonia     | 69.0         | 40.9    | 35      | DNA          | DNA    | DNA    | DNA    |
| 36      | 9         | Nicole Konderla        | Polonia     | 64.0         | 37.8    | 36      | DNA          | DNA    | DNA    | DNA    |
| 37      | 1         | Anna Hoffmann          | Stati Uniti | 64.5         | 36.2    | 37      | DNA          | DNA    | DNA    | DNA    |
| 38      | 3         | Peng Qingyue           | Cina        | 63.5         | 31.3    | 38      | DNA          | DNA    | DNA    | DNA    |
| -       | 10        | Sophie Sorschag        | Austria     | DSQ          | DSQ     | DSQ     | DSQ          | DSQ    | DSQ    | DSQ    |
| -       | 16        | Alexandria Loutitt     | Canada      | DSQ          | DSQ     | DSQ     | DSQ          | DSQ    | DSQ    | DSQ    |